# Viseu Arena
Viseu Arena (anteriormente denominado como Pavilhão Multiusos de Viseu) é um espaço multiusos capaz de receber grandes espetáculos o ano inteiro, mas também congressos, seminários, conferências, encontros de marcas e de empresas localizado no localizado no largo da Feira de São Mateus em Viseu. Foi inaugurado como Pavilhão Multiusos 2003 com o jogo entre a Alemanha e o Catar para o Campeonato Mundial de Andebol Masculino de 2003.

## Pavilhão Multiusos de Viseu

### Edifício
O Espaço Multiusos para feiras, exposições, eventos desportivos e culturais teve como ideia estruturante a criação de um espaço que funcione como Recinto de Feiras, permitindo a adaptação do interior da Nave gimnodesportivo.
O edifício é composto por uma nave principal com uma área aproximada de 2.500 m2, zona de balneários, armazém, áreas técnicas e uma frente construídas a Sul, percorrida no seu interior por uma galeria a dois níveis com duplo pé direito no piso 0 que organiza toda a circulação e acessos. A capacidade do pavilhão, em termos de assistência, está na ordem das 2.600 pessoas em bancadas desmontáveis.
A obra teve a sua conclusão de forma a estar preparada para receber e funcionar como uma das sedes do Campeonato Mundial de Andebol Masculino.

### Eventos
No multiusos de Viseu decorrem ainda várias atividades desportivas e outros eventos, como a Queima das Fitas de Viseu e feiras temporárias. Anualmente, durante a Feira de São Mateus estava aberto para expositores que faziam negócio na feira. 
Nesse espaço decorrem também congressos relacionados com a politica ou com a terceira idade.

## Reconversão em Viseu Arena

### Reconversão

Projeto do exterior da Viseu Arena

Projeto do interior da Viseu Arena

A 20 de outubro de 2016, foi apresentada a reconversão do Multiusos de Viseu. O Viseu Arena é a futura grande sala de espetáculos e recinto multiusos de Viseu, resultante de uma operação de reconversão, upgrade técnico e restyling global do Pavilhão Multiusos da cidade, construído em 2003. 
O mesmo é projetado como sala de espetáculos moderna e de elevada qualidade, conforto e atratividade, com capacidade estimada para cerca de 5.500 pessoas, e recinto apto para a organização de eventos públicos (culturais, desportivos, gastronómicos, económicos, sociais, e de family shows) e realizações corporate (congressos ou encontros empresariais). Face às estimativas iniciais, a capacidade da sala para uma plateia em pé aumenta mais de 1500 lugares. 
O equipamento, que pretende ser uma referência na Região Centro de Portugal, com potencial de atração de eventos nacionais e internacionais e de públicos regionais, nacionais e ibéricos, deverá ter projeto concluído até final de Julho de 2017 e obras concluídas até julho de 2018. O equipamento e a sua programação principal visam inserir Viseu no mapa nacional e ibérico da oferta de espetáculos culturais, reforçando a sua dinâmica cultural local, consolidando a sua centralidade e a atratividade regionais e contribuindo, de forma direta, para a sua promoção enquanto polo cultural e destino turístico do Centro-Norte de Portugal, traduzida num incremento da oferta para residentes e do número de visitantes e turistas. 
Por outro lado, o Viseu Arena visa gerar oportunidades de desenvolvimento de competências empresariais e técnicas locais ligadas às indústrias criativas, culturais e turístico, com impacto positivo no empreendedorismo e no emprego local. 
O concurso público para execução das obras deverá ter lugar no 4º trimestre de 2017.
O projeto resulta de uma parceria entre o Município de Viseu, a Viseu Marca e o Arena Atlântico – Gestão de Recintos Multiusos, S.A. 
Algumas das novidades respeitam à incorporação de ecrãs e de uma cortina de luz na fachada do equipamento, para um diálogo com a cidade, à criação de novas zonas de público (uma tribuna suspensa, 14 camarotes e 680 premium seats) e à instalação de 5 bares e de um lounge panorâmico para a cidade com vocação para catering e eventos premium.

#### Orçamento
O Município de Viseu deverá investir cerca de 2,5 milhões de euros nas obras de requalificação do Multiusos e na reconversão em Viseu Arena, incluindo a construção de requisitos acústicos adequados (atualmente inexistentes), o aumento da capacidade de bancadas, a beneficiação estética e térmica do edifício, a construção de novos sanitários, camarotes e zonas de bar, a melhoria das condições de “hospitalidade”, circulação e acessibilidade, a adoção de um sistema de segurança (segundo a legislação em vigor), de ventilação e de controlo de acessos, entre outros aspetos.

#### Datas
O acordo de cooperação tem um horizonte temporal de cinco anos, a contar da data da sua assinatura. Os projetos de execução e de especialidade estarão concluídos até final de Julho de 2017 e as obras de adaptação, restyling, up-grade técnico e equipamento concluídas até Julho de 2018. Simultaneamente, será desenvolvido um modelo de gestão e programação do equipamento, que envolverá as partes, em termos a definir.

O projeto será apresentado a 9 de agosto de 2017.